# برونو كونتي
برونو كونتي (بالإيطالية: Bruno Conti)‏ لاعب كرة قدم إيطالي سابق، ومدرب كرة قدم حالي (ولد في نيتونو، 13 مارس 1955). وقد لعب طوال مسيرته الكروية مع نادي روما منذ عام 1973 وحتى عام 1990.
و قد شارك معهم منتخب إيطاليا لكرة القدم في كأس العالم لكرة القدم 1982 وكأس العالم لكرة القدم 1986. لعب مع منتخب إيطاليا 46 مباراة وسجل خمسه أهداف. ولعب لـ رومـا 304 مباراة وسجل 37 هدفا. وقد درب نادي روما منذ 14 مارس 2005 وحتى 30 يونيو 2005.

## المولد والنشأة
ولد برونو كونتي في الثالث عشر من مارس عام 1955 في بلدة نيتونو أحد مدن مقاطعة العاصمة روما، ونشأ برونو نشأة فقيرة أدت إلى تخليه عن اكمال دراسته، وقد كان والديه من مشجعي فريق روما، فكانا يصحبان برونو لحضور المباريات لتشجيع ذئاب العاصمة الايطالية، ولم يكتفي والده بذلك بل قام بتسجيل برونو في أحد مدارس الكرة بالعاصمة روما مما جعله تحت أنظار كشافي رومـا الذين توقعوا بأن يكون لهذا الفتى مستقبلا باهرا.

## مسيرته الكروية
بدأ كونتي أول موسم له مع شباب روما في عام 1972، وكان أول ظهور له مع الفريق الأول كان يوم 10 فبراير 1974 في مباراة جمعت روما بتورينو وانتهت بالتعادل دون أهداف، وكان عمره يومها 19 سنة، ولم يلعب في هذا الموسم سوى مباراتين ولم يسجل أي هدف، وفي موسم 1976-1977 لعب برونو أساسيا حاملاً القميص رقم 7 وخاض مع روما 29 مباراة وسجل هدفين، وفي موسم 1977-1978 لعب 17 مباراة لرومـا وسجل هدفين على فيورنتينا، فلفت إليه أنظار اندية ايطالية ابرزها ميلان ويوفنتوس، لكن حبه وعشقه ووفائه وإخلاصه لنادي العاصمة جعلته يجدد عقده مع رومـا تاركاً أندية البطولات تشاهده وهو يتألق مع روما.
في موسم 1979-1980 شهدت مسيرة كونتي التوهج والشهرة العالمية، حيث لعب مع رومـا 28 مباراة وسجل أيضا هدفين، وشارك مع روما في كل مباريات كأس إيطاليا وسجل واحدا من الأهداف التي فازت بها رومــا على ميلان 4 - 0 في السان سيرو في ربع نهائي كأس إيطاليا، وفي النهائي فـازت روما على تورينو بضربات الجزاء 3 - 2 بعد انتهاء وقت المباراة الأصلي بالتعادل دون أهداف وقد لعب برونو كونتي دورا كبيرا في تتويج فريقه بهذه الكأس بعد أن سجل إحدى ضربات الجزاء.

### المنتخب الوطني
بعد أن قدم برونو كونتي موسما قوياً مع فريقه رومـا في موسم 1979 / 1980 وبعد اعتزال الجناح كاوزيو والذي ترك فراغ كبيرا في المنتخب الإيطالي، وقع اختيار المدرب إنزو بيرزوت على جناح رومـا برونو كونتي، وكانت أول مباراة رسمية لـه مع الأزوري ضد منتخب ليكسمبورغ في أكتوبر 1980 وانتهت المباراة بفوز إيطاليا بـ هدفين مقابل لاشيء، قدم فيها برونو مستوى رائع حيث تمكن من كسب مكان أساسي له على حساب صاحب القميص رقم 10 جوزيبي دوسينا وحمل برونو كونتي منذ تلك اللحظة وحتى أعتزاله الدولي عام 1987 الرقم 16 لـ يصبح حتى الآن أشهر لاعب يحمل هذا الرقم على الإطلاق.

### كـأس العالم
في كأس العالم 1982 في اسبانيا، كانت الفرصة المناسبة لـبرونو كونتي لكي يفجر موهبته ويضع اسمه ضمن مصاف الأساطير، رغم ان المنتخب الإيطالي في الدور الأول تأهل بصعوبه بعد التعادل في جميع المباريات (تعادل المنتخب الإيطالي سلبياً امام المنتخب البولندي، وتعادل ايجابيا امام المنتخب البيروفي بنتيجة 1-1 بهدف جميل لبرونو كونتي، وتعادل ايضاً ايجابياً امام منتخب الكاميرون). لكن في المباريات اللاحقة فجر لاعبو منتخب إيطاليا ابداعاتهم أمام البرازيل حيث تألق برونو كونتي إلى جانب باولو روسي ومن خلفهم الحارس دينو زوف. وصال برونو وجال في الملعب كيفما شاء وتلاعب بدفاع البرازيل بقيادة أوسكار وسيريزو وصنع الهدف الثاني لباولو روسي. وفي مباراة نصف النهائي أمام بولندا واصل برونو تألقه وصال وجال مرة أخرى وصنع الهدف الثاني لباولو روسي. علما بأنه حصل على أفضل لاعب في هذه المباراة. وفي المباراة النهائية أهدى المتألق برونو إيطاليا ضربه جزاء في الشوط الأول بعد ان اعاقه مدافع ألمانيا بريغل ولكن أنتونيو كابريني أضاع ضربة الجزاء. وفي الشوط الثاني تقدم منتخب إيطاليا بهدف باولو روسي وصنع برونو الهدف الثاني لماركو تارديللي ليفوز الازوري بكاس العالم. وقال بيليه في حديثه عن البطولة أن برونو كونتي هو نجم البطولة في رأيه لأن باولو روسي لم يكن ليسجل بدون وجود أحد يصنع له التمريرات السحرية.
شارك برونو كونتي كلاعب اساسي مع منتخب إيطاليا في كأس العالم 1986 في المكسيك، لكن إيطاليا خرجت من الدور ربع نهائي أمام فرنسا بهدفين نظيفين لتكون تلك المباراة الاخيرة لبرونو كونتي في مسيرته الدولية، واعتزل اللعب الدولي بعد المونديال مباشرة.

## روابط خارجية
- برونو كونتي على موقع IMDb (الإنجليزية)
- برونو كونتي على موقع الاتحاد الدولي (مؤرشف)  (الإنجليزية)
- برونو كونتي على موقع قاعدة بيانات كرة القدم.إي يو (الإنجليزية)
- برونو كونتي على موقع ليكيب (الفرنسية)
- برونو كونتي على موقع ناشيونال فوتبول تيمز (الإنجليزية)
- برونو كونتي على موقع Soccerbase.com (مدرب) (الإنجليزية)
- برونو كونتي على موقع عالم كرة القدم.نت (الإنجليزية)